# Sentier Nouveau-Brunswick
Le sentier Nouveau-Brunswick (anglais : New Brunswick Trail) est un réseau de sentiers de randonnée pédestre et de cyclotourisme couvrant la totalité du Nouveau-Brunswick.

## Sentiers

### Côte Fundy
- Sentier pédestre Fundy
- Sentier Dobson